# 不是桃樂絲
不是桃樂絲為一台灣獨立樂團，前身為綠野仙蹤樂團，成立於1999年，從成團之後到2005年期間，綠野仙蹤樂團活躍於獨立音樂圈，並於2001年與2004年入圍海洋音樂祭決賽。
歷經團員們的生活轉變更迭，也因為當兵/出國/團員變動等因素幾度休團。2015年，他們決定改團名為『不是桃樂絲』。2015年3月13號星期五，發行首張專輯『三十四十。停電通知』。2016年10月29號星期六，發行實體EP『等雨停』，2016年12月30號星期五數位發行。

## 成員
現任團員，分別是主唱小夫、吉他手小仲、貝斯手家榮、鼓手譽勳。
| 成員名稱 | 樂團位置 | 備註                             |
| -------- | -------- | -------------------------------- |
| 小夫     | 主唱     |                                  |
| 小仲     | 吉他手   | 為團長，同時也是凍頂樂團的吉他手 |
| 家榮     | 貝斯手   |                                  |
| 譽勳     | 鼓手     |                                  |

## 音樂作品

### CD
(專輯)
| 發行年 | 發行日期      | 專輯名稱           | 備註         |
| ------ | ------------- | ------------------ | ------------ |
| 2015年 | 2015年3月13號 | 三十四十．停電通知 | 種子音樂發行 |

(EP)
| 發行年 | 發行日期       | 專輯名稱 | 備註 |
| ------ | -------------- | -------- | ---- |
| 2016年 | 2016年10月29號 | 等雨停   |      |

### MV
| 歌曲   | 專輯               | 備註    |
| ------ | ------------------ | ------- |
| 角度   | 三十四十．停電通知 | YouTube |
| 等雨停 | 等雨停             | YouTube |
| 菸     | 等雨停             | YouTube |

## 演出紀錄
| 2015            |                                       |                                                              |
| 2015/06/06 (六) | 台北市 公館河岸留言                   | w/ 林依霖「冒險音樂記事簿」- Unplugged                       |
| 2015/09/19 (六) | 台北市 公館河岸留言                   | w/ Nawan 阿修                                                |
| 2015/10/04 (日) | 新北市 淡水文化園區                   | 巨獸搖滾音樂祭5.0 末日列車舞台                               |
| 2015/11/16 (一) | 桃園市 元智大學                       | 2015超秋音樂節Superfall Festival                             |
| 2015/12/23 (三) | 台北市 西門町電影主題公園             | 輕鬆玩【哪裡____】行動音樂祭 最終場                          |
| 2015/12/27(日)  | 台北市 公館河岸留言                   | 【河岸週年慶之-團員生了沒】w/ 洛客班                         |
| 2015/12/31 (四) | 高雄市 In Our Time                    | 大人！BIG HUMAN！ 高雄跨年場特別企劃！ w/ 輕鬆玩             |
| 2016            |                                       |                                                              |
| 2016/01/01 (五) | 屏東縣恆春 山羊酒館                   |                                                              |
| 2016/02/27 (六) | 台北市 公館河岸留言                   | w/ 梨可辰                                                    |
| 2016/04/03 (日) | 屏東縣墾丁 鵝鑾鼻公園                 | 2016春天吶喊SPRING SCREAM/白舞台                             |
| 2016/04/09 (六) | 新北市八里 樂山教養院                 | 樂山創立82週年感恩慶典                                       |
| 2016/04/09 (六) | 台北市 小地方展演空間                 | 城市雨人專輯【親愛的，我曾是如此的卑微】巡演 - 台北場 (嘉賓) |
| 2016/05/25 (三) | 淡江之聲FM88.7                        | 廣播節目:獨立先生，吉他小姐                                  |
| 2016/06/05 (日) | 桃園縣 開南大學                       | 小草原音樂節5                                                |
| 2016/07/06 (三) | 台北市 公館河岸留言                   | 秘密的生日派對                                               |
| 2016/07/17 (日) | 嘉義市 文化創意產業園區               | 覺醒音樂祭 Wake Up/眠月島舞台                                |
| 2016/09/17 (六) | 台中市 迴響音樂藝文展演空間           | w/ Face On                                                   |
| 2016/10/01 (六) | 台南市 安平札哈木公園                 | 南吼音樂季                                                   |
| 2016/10/29 (六) | 台北市 淡水大屯莊園                   | 小夫婚禮 & 『等雨停』EP發行                                  |
| 2016/11/25 (五) | 台南市 Room335 Live Music Bar         | 『等雨停』 單曲小巡迴首發場 feat 城市雨人                    |
| 2016/11/26 (六) | 高雄市 Madker Live House & Restaurant | 『等雨停』 單曲小巡迴高雄場 feat Nowhere樂團                 |
| 2016/12/10 (六) | 台北市 公館河岸留言                   | 『等雨停』 單曲小巡迴台北專場                                |
| 2016/12/17 (六) | 新北市 八里樂山教養院                 | 2016聖誕晚會                                                 |
| 2016/12/25 (日) | 台中市 Forro Cafe 呼嚕咖啡            | 『等雨停』 單曲小巡迴台中場 feat Nowhere樂團                 |
| 2016/12/29 (四) | 台北市 女巫店                         | 『等雨停』 單曲小巡迴台北不插電場                            |
| 2017            |                                       |                                                              |
| 2017/02/09 (四) | 台北市 公館河岸留言                   | w/ 自由引力                                                  |
| 2017/03/05 (日) | 台北市 四四南村Simple Market          | Unplugged                                                    |
| 2017/10/07 (六) | 台北市 公館河岸留言                   | w/ 黃欽聖                                                    |

## 外部連結
- 不是桃樂絲Facebook粉絲頁 （页面存档备份，存于）
- 不是桃樂絲StreetVoice （页面存档备份，存于）
- 不是桃樂絲INDIEVOX
- 不是桃樂絲YouTube （页面存档备份，存于）
- 不是桃樂絲KKBOX （页面存档备份，存于）
- 不是桃樂絲Spotify